# Liste des lieux de culte à Rennes
Cet article recense les différents lieux de culte dans la commune de Rennes, dans le département français d’Ille-et-Vilaine, région Bretagne.

## Culte catholique
Rennes possède un grand nombre de lieux de culte catholiques. Les églises, érigées avant la séparation de l’Église et de l’État (1905), appartiennent à la ville de Rennes. Celles postérieures à cette date appartiennent au diocèse.

### Cathédrale

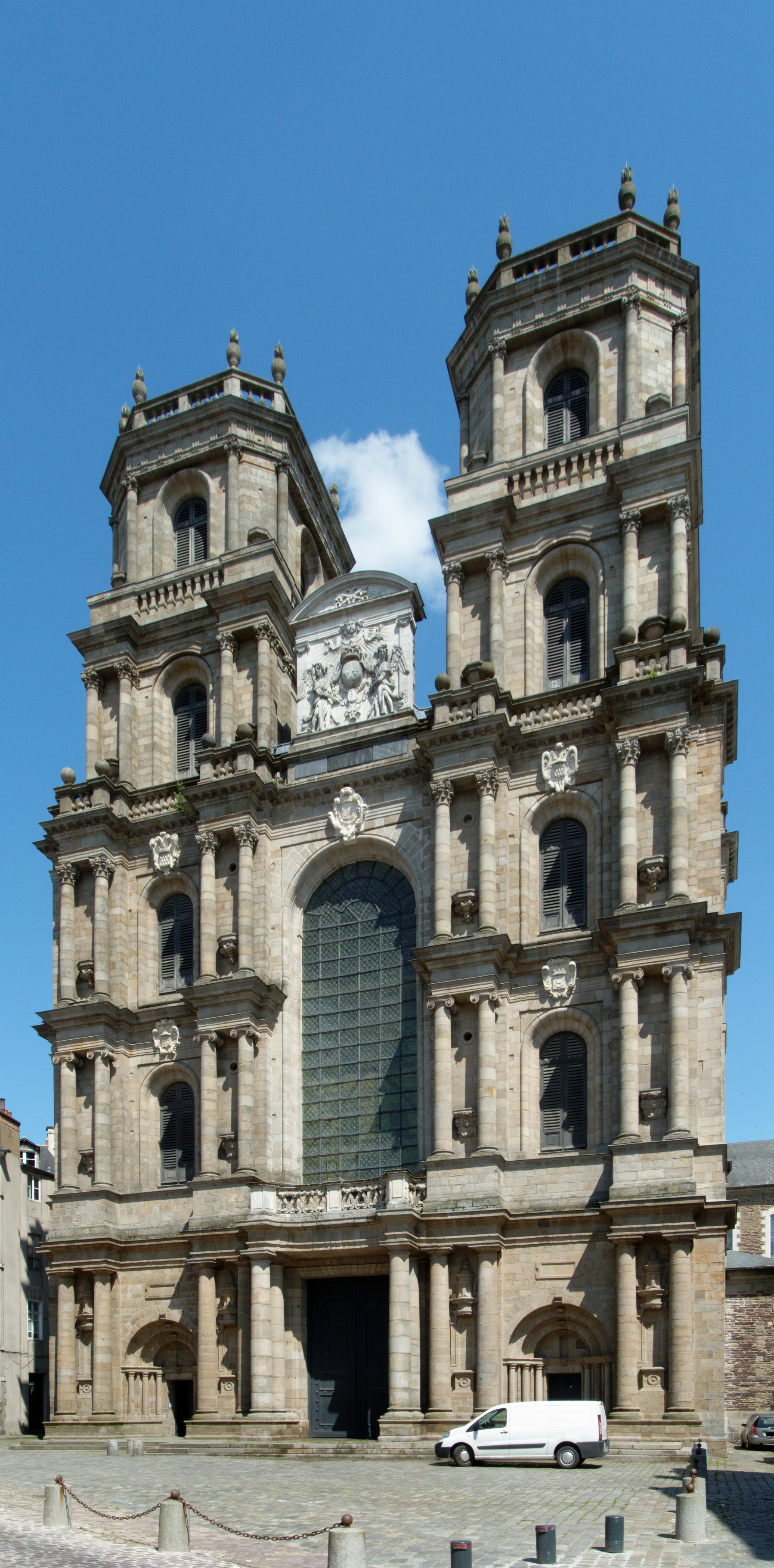
Cathédrale Saint-Pierre

- Cathédrale Saint-Pierre de Rennes ( Classé MH (1906), 48° 06′ 42,05″ N, 1° 40′ 59,73″ O [1])

### Églises et basiliques

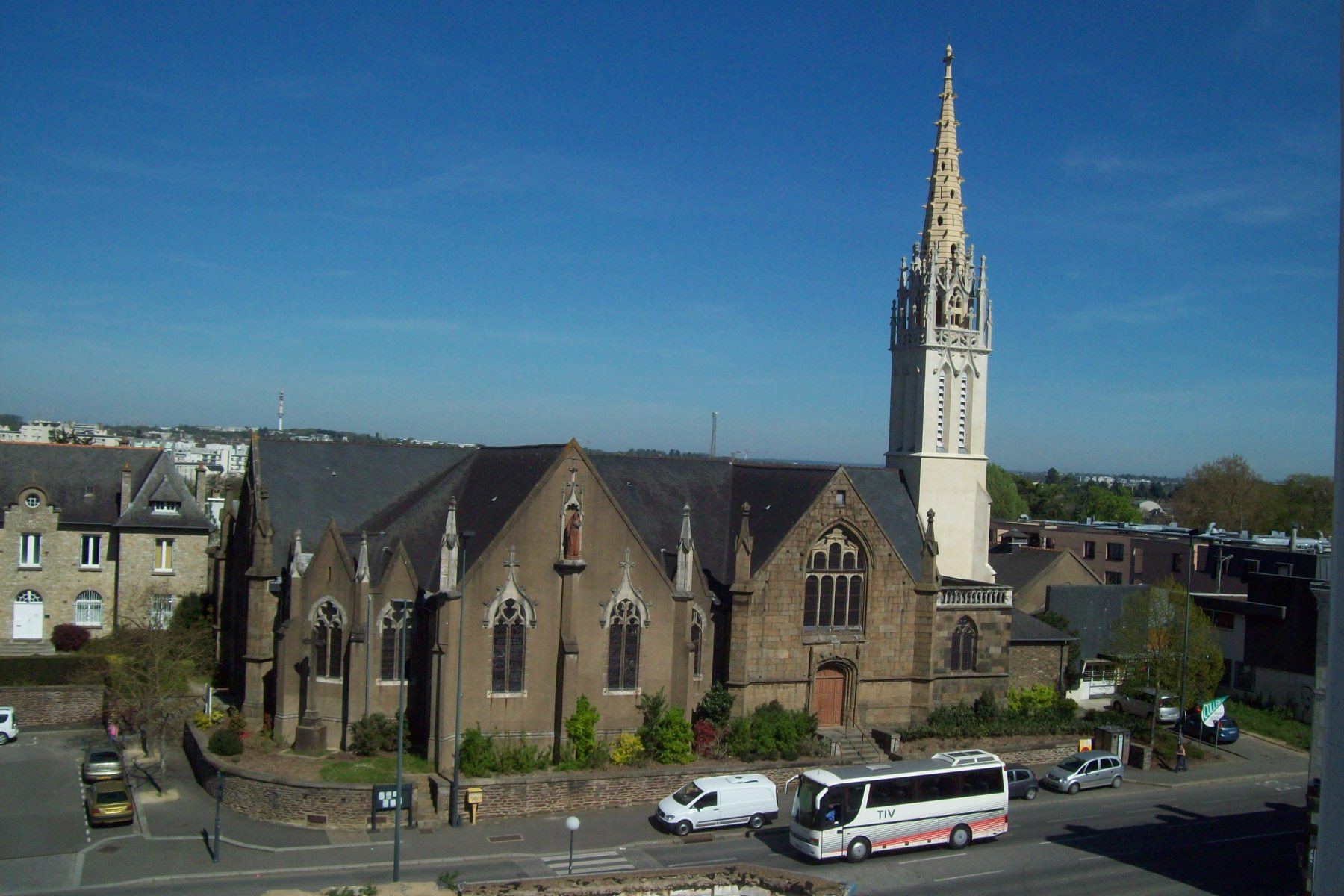
Église Saint-Hélier

- Notre-Dame-en-Saint-Melaine (pro-cathédrale,  Inscrit MH (1926, église),  Classé MH (1960, fresque du baptême du Christ), 48° 06′ 52,72″ N, 1° 40′ 25,02″ O[2])
- Église Saint-Sauveur en Notre-Dame des Miracles et Vertus (basilique,  Inscrit MH (1942), 48° 06′ 42,01″ N, 1° 40′ 54,72″ O[3])
- Église Saint-Aubin en Notre-Dame-de-Bonne-Nouvelle (basilique, 48° 06′ 53,7″ N, 1° 40′ 49,43″ O)
- Église Saint-Germain ( Classé MH (1914), 48° 06′ 39,85″ N, 1° 40′ 35,86″ O[4])
- Église Saint-Étienne ( Inscrit MH (1978, église), 48° 06′ 45,93″ N, 1° 41′ 11,47″ O[5])
- Église du Vieux Saint-Étienne (désaffectée et transformée en théâtre depuis 1989,  Inscrit MH (1926), 48° 06′ 56,34″ N, 1° 41′ 01,77″ O[6])
- Église Toussaints ( Classé MH (1922), 48° 06′ 32,98″ N, 1° 40′ 33,21″ O[7])
- Église des Sacrés-Cœurs (1908-1913, clocher de 1960, 48° 05′ 54,84″ N, 1° 40′ 51,38″ O[8])

- Église Saint-Hélier (XVe siècle, XXe siècle, 48° 06′ 10,41″ N, 1° 39′ 39,99″ O)
- Église Saint-Laurent-des-Vignes (sinistrée en 1944, désaffectée et transférée, (XVIe siècle,1851), 48° 08′ 19,76″ N, 1° 39′ 23,44″ O[9])
- Église Saint-Laurent (1963, 48° 07′ 28,67″ N, 1° 39′ 54,35″ O[10])
- Église Sainte-Jeanne-d'Arc (1914-1924, 1953-1955, 48° 06′ 59,45″ N, 1° 39′ 21,28″ O[11])
- Église Sainte-Thérèse (1936, 48° 05′ 42,53″ N, 1° 40′ 02,76″ O[12])
- Église Saint-Martin (1950, 48° 07′ 26,41″ N, 1° 41′ 03,78″ O[13])
- Église Saint-Clément (1957, 48° 06′ 16,89″ N, 1° 42′ 21,27″ O[14])
- Église Saint-Yves (1957, 48° 05′ 33,38″ N, 1° 41′ 25,82″ O[15])
- Église Saint-Joseph (1959, 48° 05′ 35,15″ N, 1° 38′ 56,29″ O[16])
- Église Saint-Jean-Marie-Vianney (1960, 48° 07′ 48,05″ N, 1° 39′ 34,2″ O[17])
- Église Saint-Paul (1965, 48° 06′ 46,72″ N, 1° 41′ 48,41″ O[18])
- Église Saint-Luc (1967, 48° 07′ 07,62″ N, 1° 42′ 26,51″ O[19])
- Église Saint-Marcel (1968, 48° 05′ 14,66″ N, 1° 40′ 59,05″ O[20])
- Église Saint-Augustin (1968, 48° 07′ 19,17″ N, 1° 38′ 58,39″ O[21])
- Église Saint-Benoit (1971, 48° 05′ 16,24″ N, 1° 39′ 47,85″ O[22])
- Église Sainte-Élisabeth (désaffectée et transformée en maison médicale et centre commercial, 48° 05′ 06,18″ N, 1° 39′ 00,46″ O)

### Chapelles

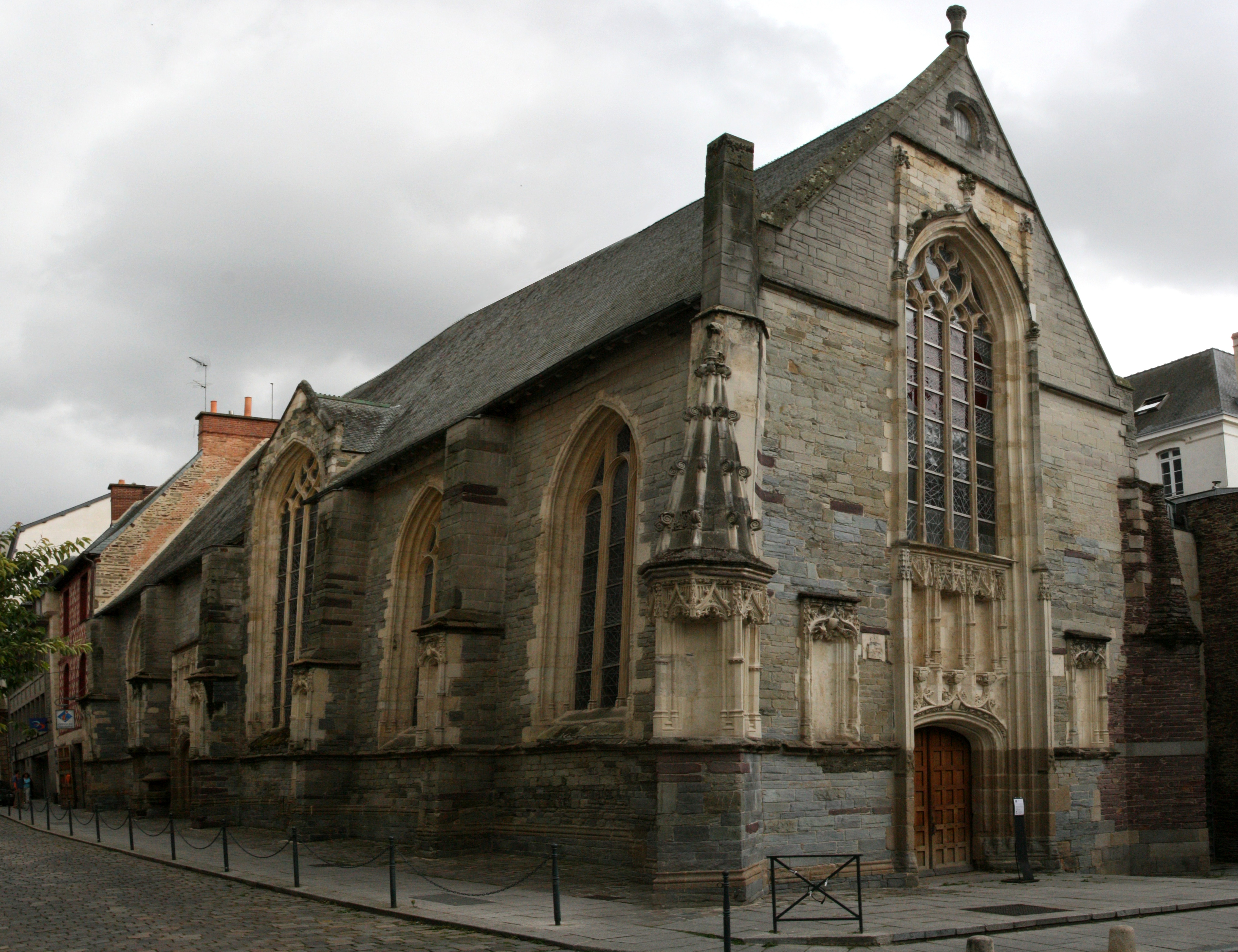
Chapelle Saint-Yves

- La chapelle Saint-Yves est l’ancienne chapelle de l’hôpital du même nom et l’actuel office de tourisme de Rennes Métropole (1494, 48° 06′ 37,86″ N, 1° 40′ 58,87″ O[23],[24],[25]).
- La chapelle de l'ancien Hôtel-Dieu (48° 07′ 06,73″ N, 1° 40′ 44,69″ O) construite par l'architecte Aristide Tourneux vers 1855-1858[26].
- La chapelle de la maison de retraite Notre-Dame (48° 06′ 22,25″ N, 1° 40′ 10,82″ O)
- La chapelle funéraire Saint-Michel-de-l'Espérance fait partie de l’entrée monumentale du cimetière du Nord. De style néo-classique, elle est construite en 1829 sur les plans de Charles Millardet, architecte municipal[27],[28] (48° 07′ 29,05″ N, 1° 40′ 53,64″ O).
- La chapelle Notre-Dame du Bon Secours ou des Sacrés-Cœurs est de style néogothique et a été construit en 1866. Elle est actuellement en mauvais état (porte et vitraux murés, toiture bâchée)[29],[30],[31] (48° 08′ 15,32″ N, 1° 39′ 32,08″ O).
- La chapelle Notre-Dame des Brûlons, oratoire reconstruit en 1878 sur le site d’une ancienne chapelle de 1472 dédiée à saint Sébastien (48° 07′ 42,08″ N, 1° 39′ 52,87″ O)[32],[33].
- La chapelle de la Sainte-Famille a été construite 1950 sur les plans de Louis Chouinard à l’emplacement d’une chapelle de 1897 détruite en 1944 (48° 06′ 13,53″ N, 1° 40′ 58,82″ O)[34],[35].
- La chapelle Saint-François, située rue de Redon, elle est dédiée à la célébration sous la forme extraordinaire du rite romain et tenue par l'Institut du Christ Roi Souverain Prêtre. (48° 06′ 17,53″ N, 1° 41′ 35,43″ O)
- La chapelle du lycée Saint-Martin (48° 07′ 00,95″ N, 1° 40′ 43,44″ O)
- La chapelle Saint-Pierre-et-Saint-Paul, située 44 rue du Manoir de Servigné, ses offices sont menés par les prêtres de la Fraternité sacerdotale Saint-Pie-X selon le rite tridentin (48° 06′ 10,11″ N, 1° 44′ 04,76″ O).
- La chapelle Saint-Pie V, située 14, rue du Pré du Bois, son apostolat est assuré par des prêtres sédévacantistes
- La chapelle du lycée Saint-Vincent, dernière œuvre d’Henri Mellet édifiée de 1925 à 1926 (48° 06′ 48,12″ N, 1° 39′ 50,35″ O)
- La chapelle du lycée Émile-Zola, édifiée de 1877 à 1879 et aujourd’hui désaffectée (48° 06′ 29,83″ N, 1° 40′ 26,51″ O)
- La chapelle Notre-Dame du Vieux Cours, rue du Vieux Cours.
- La chapelle maison diocésaine, rue de Brest.
- La chapelle Notre-Dame de Charité, rue Papu.
- La chapelle du monastère Sainte-Claire, rue Adolphe Leray.
- La chapelle des clarisses, rue Brizeux.
- La chapelle du conservatoire, rue Hoche.
- La chapelle des Dominicains, rue Brizeux.
- La chapelle de la Maison Saint-Louis, rue Saint-Louis.
- La chapelle Sainte-Catherine, rue Saint-Laurent.

### Bâtiments détruits
- L’abbatiale Saint-Georges, au niveau de l’actuelle piscine et du palais Saint-Georges,
- La chapelle puis cathédrale Notre-Dame de la Cité, face à l’actuelle cathédrale au niveau de l’actuel hôtel du Bouexic de Pinieuc,
- L’église Saint-Jacques ou Saint-James, à côté de l’ancienne tour de l'horloge de Rennes, toutes deux détruites à la suite de l’incendie de Rennes de 1720,
- L’ancienne église Saint-Martin, dite Saint-Martin-des-Vignes, détruite en 1794, située le long de l’actuelle rue Saint-Martin[36],
- L’ancienne église Toussaints, au niveau des halles centrales de Rennes, rasée en 1807 à la suite d'un incendie en 1793[37],
- La chapelle Saint-Thomas, remplacée par l’actuelle église Toussaint[38],
- L’ancienne église Saint-Aubin, au niveau de la place Sainte-Anne,
- L’église du couvent des Cordeliers, située à l’ouest de la place du Parlement-de-Bretagne,
- L’église du couvent des Carmes, située rue Vasselot,

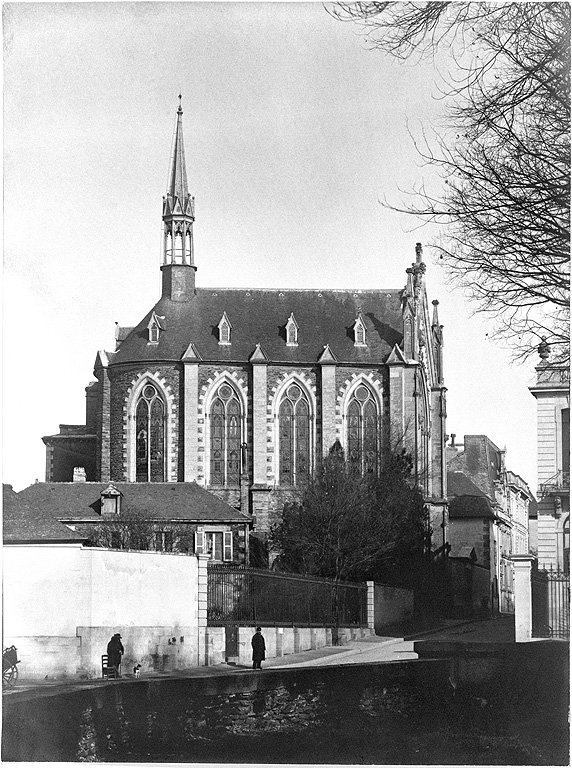
Chapelle des Missionnaires.

- La chapelle des Missionnaires, situé rue du général Maurice-Guillaudot, érigée par Jacques Mellet de 1841 à 1844 et détruite en février 1964,
- La chapelle de la Madeleine, rue de Nantes[39]
- La chapelle du couvent de la Visitation[40]
- La chapelle Saint-Bernard construite en 1963 sur les plans de Louis Chouinard. Elle était prévue à l’origine pour être provisoire ce qui explique sa construction en matériaux préfabriqués (béton précontraint et tôle ondulés, 48° 06′ 32,5″ N, 1° 39′ 36,68″ O[41],[42]) (détruite).
- L'ancienne chapelle Saint-Pie V, catholicisme traditionaliste sédévacantiste, sise avenue des Français Libres jusqu'à sa destruction en 2015 (48° 06′ 19,69″ N, 1° 40′ 07,72″ O).
- Église Saint-Marc (1972, 48° 07′ 18,92″ N, 1° 43′ 05,14″ O[43]) L'église Saint-Marc à Villejean, démolie en 2017[44].

## Culte protestant et évangélique
- Le temple protestant de Rennes est situé 22, boulevard de la Liberté depuis 1882. (48° 06′ 27″ N, 1° 40′ 43″ O). Un ancien temple existait à Cleunay au XVIIe siècle mais a été détruit en 1685[45].
- La chapelle des Carmes (1860 ; depuis 1998 église protestante évangélique du Thabor, 48° 06′ 44,97″ N, 1° 40′ 21,05″ O)
- L'église évangélique adventiste, boulevard Marbeuf.
- L'église protestante évangélique, rue de la Sauvaie.
- L'église protestante évangélique, rue Eugène Pottier.
- L'église évangélique, boulevard de Metz.

## Culte orthodoxe
- L’église orthodoxe de la paroisse Saint-Jean-de-Cronstadt et Saint-Nectaire-d'Égine[46], dépendant de l’archevêché des églises orthodoxes russes en Europe occidentale, une juridiction du patriarcat œcuménique de Constantinople (située 1bis et 3, rue de la Crèche, 48° 06′ 23,88″ N, 1° 40′ 04,35″ O)[47].
- L’église catholique orthodoxe de France de la paroisse Notre-Dame de Source Vivifiante et Saint-Patrick (située 18, rue du Sergent-Guihard, 48° 06′ 41,37″ N, 1° 40′ 19,86″ O)[48].
- La chapelle Sainte-Anne (1924 par l’agence Derrouch et Rual, 48° 06′ 29,25″ N, 1° 42′ 03,13″ O[49],[50]), affectée à l'Église orthodoxe roumaine depuis juin 2014

## Culte israélite
Une synagogue moderne est située 5, allée du Mont-Dol (48° 08′ 08″ N, 1° 39′ 13″ O).

## Culte musulman
Rennes possède un centre culturel islamique (situé boulevard du Portugal) construit en 1983 sur une décision du conseil municipal du 28 avril 1980. Un second centre, le centre culturel Avicenne, a été ouvert en 2006 et se trouve à l’angle de la rue du recteur Paul-Henry et de l’avenue Charles-Tillon. On trouve également deux salles de prière (Campus de Beaulieu, avenue des Buttes-de-Coesmes et 10, square du Docteur-Fernand-Jacq).

## Culte millénariste
Salle du royaume des témoins de Jéhovah, rue Guébriant[réf. souhaitée].

## Culte bouddhiste
Centre culturel bouddhique de Rennes.